# Jochschnitt

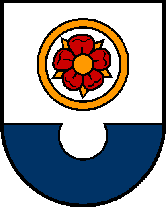
Jochschnitt

Der Jochschnitt ist in der Heraldik ein Heroldsbild und lässt eine einfache Wappenschnittteilung zu.
Dargestellt wird mittig an der Teilungslinie ein Halbkreisausschnitt in Richtung Schildfuß. Die Farbe gleicht der des oberen Feldes.
Der Einschnitt „Joch“ ist namensgebend für die möglichen Abarten. Befinden sich zwei bzw. drei Halbkreisausschnitte an der Trennungslinie, wird es zum Doppel- bzw. zum Drillingsjoch. Eine größere Anzahl des Elementes wird nicht mehr gezählt; es ist dann als Jochteilung zu beschreiben.
Ein Pfahl mit beiderseitigem Einschnitt in gleicher Höhe wird als Jochpfahl blasoniert. 
Sind bei einer Zinnenschnittteilung die Zinnen mit je einem solchen Einschnitt versehen, ist es eine Jochzinnenteilung.
Sind die Kreuzarmenden mit diesen Einschnitten versehen, wird das Kreuz zum Jochkreuz, vorrangig wird so das gemeine Kreuz verändert.
Das Gegenstück dieses Heroldsbildes ist der Pfropfschnitt.